# Македоно-одрински куриер
„Македоно-одрински куриер“ е български всекидневен вестник, издаван от Павел Генадиев през пролетта на 1903 година.
Печата се в печатница „Т. Пеев“. От вестника излизат 26 броя. Вестникът отразява положението на българите в Македония и Одринско. Помества и очерци за загинали революционери. Стои на позициите на Върховния македоно-одрински комитет.